# 昌化路
昌化路，是一条横跨上海市静安区、普陀区的南北向马路。南起新闸路，北至昌化路桥南堍，总长2055米。该路自安远路以北地区属于普陀区长寿路街道。安远路以南路面属于静安区江宁路街道。1904年初筑时称为东京路，1945年后更名归化路，1957年起为今名。

## 历史

### 徐公浦
昌化路在工部局1904年辟筑道路以前，大部分路段为一条名叫徐公浦的河流。徐公浦位于吴淞江南岸，是其一条南北向的支流，向南汇入古闸港直达上海县城外的周泾（今为西藏南路）。1899年，上海公共租界进行了最后一次扩张。徐公浦位于新闸路以南的河道率先被填埋，填筑的这部分总长约5-6公里。北段河道自泰兴路以西的新闸路起，沿西北流经今康定路、淮安路、长寿路，再向北沿昌化路，直接流入吴淞江。该段河道总长2.6公里。另外，当时在吴淞江北岸，仍有徐公浦的部分河道，该处河道连接彭越浦，即吴淞江未改道前的汇入河道。长度约为500米。

### 辟筑道路
1899年，公共租界完成西区扩张以后，日商逐渐于苏州河南岸开辟棉纺织厂。1904年前后，公共租界工部局于徐公浦河道东侧修筑道路，并以日本首都东京命名为东京路。由于该地的纺织厂逐渐增加，不久以后，东京路向南延伸到劳勃生路（今长寿路），同时将道路西侧的徐公浦河道填没，拓宽路面。但劳勃生路至康脱脑路（今康定路）之间的河道仍存，河道两岸尚有农田。
1920年代中，随着公共租界西区的发展，徐公浦剩余的河道两岸居民住宅等逐渐增加，河道日渐湮没。1930年代后，徐公浦南端彻底填没筑路。1945年，抗战胜利后，东京路被更名为归化路。1956年，上海市人民政府在道路一带苏州河护岸修筑砖石结构的壁立式防汛岸墙。1957年起改以浙江省昌化县命名为昌化路。

## 交汇道路
- 西苏州路
- 莫干山路
- 澳门路
- 普陀路
- 长寿路
- 海防路
- 淮安路
- 昌平路
- 康定路
- 武定路
- 新闸路

## 沿街建筑
昌化路沿街原有多个工厂，其中以棉纺织和面粉业为主，包括上棉二厂、上棉十四厂、上棉二十二厂、寅丰毛纺织厂和上海面粉公司等:195。同时沿街有多条旧式里弄，2000年以后，工厂陆续关闭迁移，原有地区改建为创意园区与新式住宅区。